# Рокочево
Рокочево (или Рокачево) — деревня в Торопецком районе Тверской области. Входит в Плоскошское сельское поселение.

## География
Расположена примерно в 10 верстах к северо-востоку от села Плоскошь.

## История
В конце XIX — начале XX века входила в Холмский уезд Псковской губернии

## Население
| 2010 |
| ---- |
| 5    |